# Gilles Boileau
Pour les articles homonymes, voir Gilles Boileau (professeur) et Boileau.
Gilles Boileau, né le 10 mars 1631 à Paris, où il est mort le 21 octobre 1669, est un homme de lettres français des premières années du règne de Louis XIV. Avocat de formation, traducteur du latin et du grec ancien, polémiste redouté et poète occasionnel, membre de l'Académie française à vingt-huit ans, sa mort prématurée et la brillante carrière de son cadet Nicolas ont sans doute conduit les historiens de la littérature à sous-estimer sa place dans la vie intellectuelle du Grand Siècle.
Par ses préoccupations littéraires et érudites, il est proche de Molière, d'Antoine Furetière, de Charles Perrault et de deux auteurs hellénistes comme lui, François Cassandre et l'abbé Charles Cotin.

## Sa vie et son œuvre
Gilles Boileau est l'aîné des six enfants d'Anne de Niélé (1609-1638), fille d'un procureur au Châtelet, et de Gilles Boileau (1584-1657), greffier du conseil de la Grand'Chambre du Parlement de Paris, lequel avait déjà dix enfants d'un premier mariage. Deux de ses frères se sont fait un nom dans les lettres françaises : Jacques  (1635-1716), auteur de curieux traités de théologie et de morale, et Nicolas, dit Boileau-Despréaux, le satiriste, avec lequel il aura jusqu'à sa mort des relations compliquées.
Avocat au parlement de Paris, Gilles II n'a, semble-t-il, jamais plaidé. Sa charge de payeur des rentes de l'Hôtel de ville lui vaut parfois le surnom de "Boileau le rentier".
Comme son père l'avait été avant lui, il est "protégé" dès son entrée sur la scène littéraire par le premier président du parlement de Paris, Pomponne de Bellièvre.
En juillet 1653, il fait paraître la traduction d'un classique de la philosophie antique, Le Tableau de Cébès, qui avait déjà été traduit au siècle précédent. Il le dédie à celui qui apparaît comme son mentor, l'abbé Michel de Marolles, lequel lui donnera à plusieurs reprises, au cours des quinze années suivantes, des témoignages d'une amitié pétrie d'admiration.
Au printemps 1655, il donne de cette première traduction une version "bien plus correcte et plus achevée" dans un livre consacré à Épictète, qui porte au titre : La Vie d'Épictete et l'Enchiridion, ou l'Abrégé de sa philosophie, avec le Tableau de Cebes. 
Cinquante ans plus tard, Pierre Bayle écrira à propos de cette traduction d'Épictète : « Elle est bonne et précédée d’une Vie d’Épictète la plus ample et la plus exacte que j’aie vue jusqu’ici. L’érudition et la critique y ont été répandues habilement. »
Dans la préface du livre, Gilles Boileau rend hommage à « l’illustre Mademoiselle Scudéry [pour] sa belle et ingénieuse Carte du Tendre » et remercie le grammairien-poète Gilles Ménage, dont il fréquente les célèbres "mercuriales", pour des indications qu'il lui a fournies concernant la mort d'Épictète.
Mais à la suite d'un incident mal élucidé, le jeune traducteur rompt brusquement les relations   avec son aîné et fait paraître sous l'anonymat, au cours de l'été 1655, un très mordant Advis à Monsieur Ménage sur son églogue intitulée Christine, dans lequel il dénonce avec verve les multiples plagiats de Ménage. S'ensuit une bataille de pamphlets et d'épigrammes, qui voit Gilles Boileau ferrailler avec les partisans et amis de Ménage comme Pierre Costar, Paul Scarron, Henry Le Bret, Paul Pellisson, Jean de Bouillon, secrétaire de Gaston d'Orléans, et Estienne Martin de Pinchesne, neveu et éditeur de Vincent Voiture.
En février 1659, le poète Guillaume Colletet étant mort, Gilles Boileau présente sa candidature au fauteuil 23 de l'Académie française, avec le soutien de quelques-uns de ses membres les plus anciens et les plus influents : Jean Chapelain, Valentin Conrart, Antoine Godeau, César d'Estrées et Henri-Louis Habert de Montmort, et il devient à 28 ans le plus jeune membre de l'assemblée, au terme d'un processus électoral particulièrement tumultueux.
C'est au cours de l'année 1662, sans doute, qu'il introduit son frère Nicolas dans les milieux littéraires, où il ne tarde pas à se faire connaître sous le nom de Despréaux. Ils auront des relations orageuses. Au plus fort de leur querelle, Nicolas ira jusqu'à traiter son aîné de « rebut de notre âge », qualificatif qu'il regrettera par la suite.
Ses succès de traducteur, de critique et de polémiste valent à Gilles Boileau de figurer, dès 1663, avec ses amis Molière et Furetière, parmi les premiers bénéficiaires des fameuses gratifications royales aux gens de lettres instituées par Colbert. Dans la liste qu'il en a dressée en décembre 1662 à la demande du ministre, Chapelain le caractérisait en ces termes : 
« Il a de l’esprit et du style en prose et en vers, il sait les deux langues anciennes aussi bien que la sienne. Il pourrait faire quelque chose de fort bon si la jeunesse et le feu trop enjoué n’empêchaient point qu’il s’y assujettît. »
En mai 1668, trois libraires parisiens mettent en vente un volume de 855 pages portant au titre : Diogène Laërce, De la vie des philosophes. Traduction nouvelle. Par Monsieur B*******. Dans la notice qu'il consacrera à Gilles Boileau dans son Histoire de l'Académie françoise depuis 1652 jusqu'à 1700, l'abbé d'Olivet lui attribuera cette traduction, mais plusieurs indices autorisent à douter de cette attribution. 
Au cours de l'année 1669, il acquiert la charge d'"intendant et contrôleur général de l'argenterie, menus plaisirs et affaires de la chambre du roi", laquelle sera reprise après sa mort par son demi-frère Pierre Boileau-Puymorin.
Il meurt le 21 octobre de la même année, dans sa maison de la rue Saint-Séverin à Paris, âgé de 38 ans et sept mois. Interrogé trente-trois ans plus tard par Claude Brossette sur les circonstances de cette mort prématurée, Nicolas livrera un étrange récit :
« M. Despréaux m’a dit que son frère l’académicien s’était déclaré hautement contre l’Andromaque de M. Racine. Celui-ci, pour se venger, railla Gilles Boileau par une épigramme sanglante qu’il fit sur ce que M. Boileau avait coutume de s’arracher les poils de barbe avec des pincettes, afin d’avoir le teint plus vif, parce qu’il voulait plaire à Mme la présidente de Torri [Thoré], dont il était aimé. Ce M. Boileau l’Aîné avait pris un goitre à la gorge, ce qui le défigurait beaucoup ; et pour faire passer cette tumeur, il se fit ouvrir la gorge. Mais cette opération ne lui réussit pas, car il en mourut quelque temps après. C’est ce qui donna occasion à l’épigramme, dont M. Despréaux ne s’est pas souvenu ; mais il m’a dit que la pensée était que “Boileau, les pincettes en main, se va placer sur le théâtre, où il enrage de voir réussir la pièce, et de dépit il s’en arrache la barbe, et si la pièce n’eût fini, il se serait arraché la gorge”. »
L'inventaire des biens du défunt, et en particulier celui de sa bibliothèque, sera dressé du 24 au 26 octobre suivants.
En juillet 1670, le libraire Claude Barbin met en vente un volume d'Œuvres posthumes de défunt M. B. de l'Académie française, contrôleur de l'Argenterie du roi, dont l'édition est généralement (et peut-être erronément) attribuée à Nicolas Boileau. On y trouve la traduction intégrale en alexandrins du Livre IV de l'Énéide, quelques pièces de vers (sonnets, madrigaux, épigrammes) et une demi-douzaine de lettres (à Boileau-Puymorin, Antoine Godeau, Valentin Conrart, Pierre Corneille), toutes antérieures à l'élection de l'auteur à l'Académie française.
Deux ans plus tard, le lexicographe Pierre Richelet fera connaître, dans son traité de La Versification française, que  « Monsieur Boileau a traduit la Poétique d'Aristote, et même [qu']il l'a éclaircie par des Remarques savantes et nouvelles qu'on donnera bientôt au public »,.
Cette traduction ne sera jamais publiée. Soixante ans plus tard, dans la notice qu'il consacrera à Gilles Boileau dans son Histoire de l'Académie françoise depuis 1652 jusqu'à 1700, l'abbé d'Olivet écrira :
« Il travaillait sur la Poétique d’Aristote, lorsqu’une mort prématurée l’enleva. Il en avait déjà fait plus des deux tiers, et M. Despréaux, en 1709, donna son manuscrit en ma présence à M. de Tourreil, qui témoignait avoir envie d’achever l’ouvrage. Je me souviens qu’à cette occasion M. Despréaux fit l’éloge de son frère. Ils ne s’aimaient pas dans leur jeunesse ; ils avaient à démêler entre eux des intérêts d’auteurs et, qui plus est, de poètes ; doit-on s’étonner que la tendresse fraternelle en souffrît ? Mais enfin, dans le temps dont je parle, les sentiments de M. Despréaux étaient si changés à son égard qu’il se proposait de mettre à la tête de cet ouvrage, si M. de Tourreil l’achevait, une préface où il exalterait le mérite de son aîné. »
L'abbé d'Olivet compare ainsi les talents des deux frères : « Les essais du cadet annoncèrent ce qu'on a vu de lui dans la suite, des chefs-d'œuvre de versification & de bon sens. Il n'y eut point en lui, si j'ose ainsi dire, d'enfance poétique. L'aîné, au contraire, né avec beaucoup d'esprit, mais avec un jugement moins sain, ne se forma jamais l'idée du parfait. Il ne se défiait pas de sa trop grande facilité à écrire : facilité que M. Despréaux n'avait point, & qui doit être toujours suspecte, quand ce n'est pas le fruit d'un long exercice. »
Quant aux traductions de Gilles Boileau, écrit l'abbé d'Olivet, « nous en avons deux considérables : celle d'Épictète, qui a été fort approuvée ; & celle de Diogène Laërce, qui est demeurée presque inconnue. »

## Publications
- Le Tableau de Cébès, où il est traité de la manière de parvenir à la félicité naturelle, Paris, Louis Chamhoudry, 1653, consultable en ligne.
- La Vie d'Épictete et l'Enchiridion, ou l'Abrégé de sa philosophie, avec le Tableau de Cebes, Paris, Guillaume de Luyne, 1655, consultable en ligne.
- Avis à M. Ménage sur son églogue intitulée « Christine », Paris, Guillaume de Luyne, 1656, consultable en ligne, 3e édition 1657, consultable en ligne.
- Réponse à Monsieur Costar, Paris, Guillaume de Luyne, 1659, consultable en ligne.
- Les Œuvres posthumes de défunt Monsieur B., de l'Académie françoise, contrôleur de l'Argenterie du Roy, Paris, Claude Barbin, 1670, consultable en ligne.
- [apocryphe] Diogene Laërce. De la Vie des philosophes, 2 vol., Paris, Charles de Sercy, Jean Cochart et René Guignard, 1668, consultable en ligne.